# Resimdeki Gözyaşları
Resimdeki Gözyaşları è un singolo del 2012 di Emre Altuğ.